# Vogel
Vogel je 1923 m visok gorski masiv oziroma planota, ki leži na jugovzhodnem delu Julijskih Alp. Je tudi visokogorsko smučišče v območju Triglavskega narodnega parka  in priljubljena poletna izletniška točka. Gondolska žičnica pripelje obiskovalce na Rjavo skalo na nadmorski višini 1535 m, kjer je razgled na Bohinjsko kotlino z Bohinjskim jezerom.

## Galerija
- Vogel poleti
- Pogled na Triglav
- Pogled na Bohinjsko jezero
- Panoramska restavracija
- Smušišče Vogel, Bohinj